# Joe Barton
Joe Linus Barton (Waco, 15 settembre 1949) è un politico statunitense, membro della Camera dei Rappresentanti per lo stato del Texas dal 1985 al 2019.

## Biografia
Nato a Waco, Barton studiò alla Texas A&M University e si laureò in ingegneria industriale all'Università Purdue. Successivamente entrò in politica con il Partito Repubblicano.
Nel 1984, quando Phil Gramm lasciò il suo seggio alla Camera dei Rappresentanti, Barton si candidò e riuscì a vincere le elezioni. Due anni dopo venne rieletto sconfiggendo il democratico Pete Geren e da quella volta venne riconfermato per altri quindici mandati, finché nel 2018 annunciò il proprio ritiro.
Nel 1993 si candidò ad un'elezione speciale per il Senato, causata dalle dimissioni di Lloyd Bentsen, ma arrivò terzo alle spalle di Kay Bailey Hutchison e Bob Krueger.
Barton è ritenuto un repubblicano conservatore.